# Albuca corymbosa
Albuca corymbosa är en sparrisväxtart som beskrevs av John Gilbert Baker. Albuca corymbosa ingår i släktet Albuca och familjen sparrisväxter. Inga underarter finns listade i Catalogue of Life.